# Marcin Czarnik
Marcin Czarnik (ur. 23 marca 1976 w Oświęcimiu) – polski aktor.

## Życiorys

### Wczesne lata
Urodził się i wychował w Oświęcimiu. Jego ojciec był inżynierem, a matka pracowała w handlu. Jego siostra została lekarzem, a brat biznesmenem.
Swoją pasję do aktorstwa odkrył już w przedszkolu, gdy wystąpił w masce liska. Ukończył Liceum Ogólnokształcące im. Stanisława Konarskiego w Oświęcimiu, gdzie brał udział w zajęciach teatralnych. W 2000 ukończył studia na Wydziale Aktorskim w Akademii Teatralnej w Warszawie. Przez krótki czas studiował amerykanistykę na Uniwersytecie Warszawskim. Następnie miesiąc spędził w klasztorze buddyjskim w Dharamsali w Indiach.

### Kariera teatralna
W 2000 zadebiutował na scenie warszawskiego Teatru Montownia jako Podsrocki – totumfacki Do–Radca w Trans-Atlantyku Witolda Gombrowicza w reż. Waldemara Śmigasiewicza. W 2001 wystąpił gościnnie jako Piotr Trofimow w sztuce Antoniego Czechowa Wiśniowy sad w reż. Pawłem Miśkiewiczem. W 2002 zagrał gościnnie Merkucja w tragedii Williama Szekspira Romeo i Julia w reż. Julii Wernio w Teatrze Miejskim w Gdyni.
W latach 2002–2004 i 2006–2013 był związany Teatrem Polskim we Wrocławiu, gdzie zagrał rolę Kleszcza w Azylu Maksima Gorkiego (2003) w reż. Krystiana Lupy, występował w produkcjach autorstwa Pawła Demirskiego w reż. Moniki Strzępki – jako Konrad w Dziadach. Ekshumacji wg Adama Mickiewicza (2007) i Finansista w Śmierci podatnika (2007), a także zagrał terapeutę w widowisku Hans, Dora i Wilk autorstwa Michała Borczucha (2012).
Przełomem w jego scenicznej karierze okazała się wieloletnia współpraca z Janem Klatą, który zaangażował go do roli Lafcadia w Lochach Watykanu na motywach powieści André Gide’a (2004) we Wrocławskim Teatrze Współczesnym im. Edmunda Wiercińskiego, Hamleta w inscenizacji H. według tragedii Szekspira (2004) w Teatrze Wybrzeże w Gdańsku, Jana w Fanta$ym wg dramatu Juliusza Słowackiego (2005) w Teatrze Wybrzeże w Gdańsku i Bonusa w Weź, przestań autorstwa Klaty (2006) w TR Warszawa.
W latach 2013–2017 był aktorem Starego Teatru w Krakowie, gdzie wystąpił jako artysta kabotyn Idol w sztuce Do Damaszku Augusta Strindberga (2013) w reż. Jana Klaty, a także w kolejnych w produkcjach autorstwa Pawła Demirskiego w reż. Moniki Strzępki – jako Feliks Dzierżyński w Bitwie warszawskiej 1920 (2013), Krasiński / hrabia Henryk w nie-boska komedia. Wszystko powiem Bogu! (2014) i Człowiek, który nie umiał mówić o sobie dobrze / Brat McDonald 2 w Triumfie woli (2016) oraz zagrał tytułową rolę w przedstawieniu Gyubal Wahazar wg Witkacego (2015) w reż. Pawła Świątka. W 2015 został obsadzony w roli Stanisława Wokulskiego w Lalce. Najlepsze przed nami w Teatrze Powszechnym w Warszawie. W Teatrze Polskim w Poznaniu wystąpił gościnnie w spektaklu K. (2017) Pawła Demirskiego w reż. Moniki Strzępki jako tytułowy polityk.
W 2015 wziął udział w 36. Przeglądzie Piosenki Aktorskiej wykonując „Do prostego człowieka”.
W latach 2017–2020 był związany z TR Warszawa, gdzie zagrał w Innych ludziach Doroty Masłowskiej (2019) w reż. Grzegorza Jarzyny.
Jako wykładowca Akademii Sztuk Teatralnych im. Stanisława Wyspiańskiego w Krakowie, w grudniu 2018 Czarnik wyreżyserował Co gryzie Gilberta Grape’a – spektakl dyplomowy studentów IV roku Wydziału Aktorskiego.
W 2022 dołączył do zespołu Teatru im. Juliusza Słowackiego w Krakowie.

### Role ekranowe
W 1999 wziął udział w dwóch spektaklach Teatru Telewizji – Przylądek czterech wiatrów Lucy Maud Montgomery w reż. Agnieszki Glińskiej jako Alan Douglas i Lalek Zbigniewa Herberta w reż. Zbigniewa Zapasiewicza w roli kolegi Lalka. W jednym z odcinków serialu Jana Łomnickiego Dom (2000) pojawił się jako słuchacz wykładu Zbożnego. Był policjantem w czarnej komedii Tomasza Koneckiego i Andrzeja Saramonowicza Ciało (2003) z Rafałem Królikowskim. W przygodowym dramacie kostiumowym Agnieszki Holland i Kasi Adamik Janosik. Prawdziwa historia (2009) wystąpił jako Piwowarczyk.
Na kinowym ekranie można go zobaczyć w dramacie Wilhelma Sasnala Z daleka widok jest piękny (2011) w roli Pawła Murawy, dramacie Marthy Coolidge Znajdę Cię (Music, War and Love, 2019) w roli Czerneckiego i dreszczowcu Agnieszki Holland Obywatel Jones (2019) w roli niemieckiego dziennikarza, mentora głównego bohatera, który wprowadza go w temat głodu na Ukrainie. Zagrał w głośnym filmach Wojciecha Smarzowskiego: Drogówka (2013), Kler (2018) i Wesele (2021). Został obsadzony w dwóch filmach László Nemesa – dramacie wojennym Syn Szawła (Saul fia, 2015) w roli Feigenbauma i dramacie Schyłek dnia (Napszállta, 2018) jako Sandor Leiter.
W serialu Moniki Strzępki Artyści (2016) wcielił się w postać Marcina Koniecznego, dyrektora Teatru Popularnego. W dramacie Tomasza Wasilewskiego Zjednoczone stany miłości (2016) wystąpił w roli wpływowego fotografa. W odcinku serialu Netflixa Wiedźmin (2019) był magiem. Wystąpił jako poeta w animowanym dramacie muzycznym Podróż zimowa (A Winter’s Journey, 2023) z Jasonem Isaacsem i Johnem Malkovichem.

## Nagrody i odznaczenia
Odniósł sukces dzięki kreacji Robespierre’a w Sprawie Dantona Stanisławy Przybyszewskiej (2008) w reż. Jana Klaty we wrocławskim Teatrze Polskim, za którą otrzymał nagrodę za pierwszoplanową rolę męską na 33. Opolskich Konfrontacjach Teatralnych „Klasyka polska” w Opolu, Grand Prix na 48. Kaliskich Spotkaniach Teatralnych Festiwalu Sztuki Aktorskiej, nagrodę w IV Ogólnopolskim Konkursie na Teatralną Inscenizację Dawnych Dzieł Literatury Europejskiej i nagrodę dla najlepszego aktora XIX edycji Międzynarodowego Festiwalu Teatralnego „Kontakt” w Toruniu.
W styczniu 2011 został odznaczony Brązowym Medalem „Zasłużony Kulturze Gloria Artis”.
Za rolę Kazimierza w przedstawieniu Kazimierz i Karolina Ödöna von Horvátha (2012) w reż. Jana Klaty z wrocławskiego Teatru Polskiego zdobył nagrodę jako najlepszy aktor w roli głównej na V Europejskich Spotkaniach Teatralnych „Bliscy Nieznajomi” w Poznaniu według serwisu Teatr dla Was.
W 2013 podczas XXXIII Warszawskich Spotkań Teatralnych został wyróżniony nagrodą serwisu Teatr dla Was za rolę Filokteta w Filoktecie Sofoklesa w reż. Barbary Wysockiej z wrocławskiego Teatru Polskiego.
Za występ w sztuce Dług Davida Graebera (2019) w reż. Jana Klaty z Teatru Nowego Proxima w Krakowie wraz z obsadą odebrał Nagrodę Specjalną za grę zespołową na LXI Kaliskich Spotkaniach Teatralnych. W 2021 w Warszawie zdobył Nagrodę im. Aleksandra Zelwerowicza za dwie role w spektaklach Jana Klaty: w Długu i jako Newton w Lazarusie Davida Bowiego i Endy Walsh (2020) we wrocławskim Teatrze Muzycznym „Capitol”.

## Filmografia
- 2000: Dom – słuchacz wykładu Zbożnego (odc. 22)
- 2001: Marszałek Piłsudski – Kostek, czł. PPS podczas akcji w Milanówku (odc. 2)
- 2001–2002: Marzenia do spełnienia – Tomek Lisowski, brat Magdy
- 2003: Ciało – policjant
- 2004: Pensjonat pod Różą – Krystian Nowak (odc. 29)
- 2004: Pierwsza miłość – Bogdan, mąż kobiety w Szpitalu Kolejowym we Wrocławiu
- 2005–2007: Fala zbrodni – Tarhan (odc. 35, 82 i 83)
- 2005: Magiczne drzewo – operator (odc. 4)
- 2007: Tylko miłość – mężczyzna w parku, który odnalazł pijanego Tomasza Rataja
- 2008–2015: Barwy szczęścia – Robert Romanowski, redaktor naczelny „Damy"
- 2008: Droga do raju – kumpel Mirka
- 2008: Kryminalni – Wojtek Konopski (odc. 100)
- 2008: Londyńczycy – Mariusz (odc. 3)
- 2009: Janosik. Prawdziwa historia – Piwowarczyk
- 2009: Nie opuszczaj mnie – Piotr
- 2009: Ojciec Mateusz – Marcin Piasecki (odc. 15)
- 2009: Rewers – ubek u generała
- 2010: 1920. Wojna i miłość – policjant w majątku Olszyńskich (odc. 4-6)
- 2010: Nowa – diler w klubie (odc. 10)
- 2010: Ratownicy – przemytnik (odc. 6)
- 2010: Różyczka
- 2010: Zielona – Paweł Muraw
- 2011–2013: Głęboka woda – mąż w restauracji (sez. I, odc. 10); Eryk Petrus (sez. II)
- 2012: Prawo Agaty – rekwizytor Paweł Fabiański (odc. 20)
- 2012: Czas honoru – Stefan Kurek (odc. 53)
- 2013: Drogówka – starszy aspirant Walczak
- 2015: Uwikłani – Tomasz Urbanek (odc. 1)
- 2015: Syn Szawła – kapo Feigenbaum
- 2015: Na dobre i na złe – Jeremi (odc. 621)
- 2015: Komisarz Alex – Ksawery Biegun (odc. 85)
- 2016: Zjednoczone stany miłości – fotograf Robert
- 2016: Artyści – Marcin Konieczny, dyrektor Teatru Popularnego
- 2017: Miasto skarbów – marszand Jerzy Górski (odc. 8)
- 2017: Belle Epoque – Adam Rawski, dziennikarz „Tygodnika Ilustrowanego"
- 2018: Plan B – szef „Januli"
- 2018: Nielegalni – prawnik Jakub Kurc
- 2018: Zabawa, zabawa – Dominik, prowadzący spotkanie AA
- 2018: Drogi wolności – doktor Feliks Przypkowski (odc. 5)
- 2018: 1983 – aktor deklamujący „Wielką Improwizację" (odc. 5)
- 2018: Pułapka – Adam Konarski, wydawca Sawickiej
- 2018: Kler – dziennikarz - ofiara
- 2018: Schyłek dnia – Sandor
- 2019: Wiedźmin – mag (odc. 4)
- 2019: Solid Gold – Leon Smoczyński „Smok"
- 2019: Piłsudski – Horwitz
- 2019: Mr. Jones – dziennikarz Paul Kleb
- 2019: Znajdę Cię – Czernecki
- 2019: Eastern
- 2019: Adwokat – prezes
- 2020: Mały zgon – pułkownik Konstanty Nowakowski (odc. 3)
- 2020: Bez skrupułów – Leon Smoczyński „Smok"
- 2020: Hura, wciąż żyjemy!
- 2020: Mistrz – Bruno
- 2020: Żywioły Saszy – Piotr „Duch” Duchnowski
- 2021: Otwórz oczy – Piotr
- 2024: Gra z Cieniem – porucznik UB Adam Dubelski
- 2024: Biała odwaga – partyzant „Piorun”

## Dubbing
- 2015: Fantastyczna Czwórka – Victor Von Doom / Doctor Doom